# María Moreno (bailaora)
María Moreno (Cádiz, 1986) es una bailaora y coreógrafa española. Su trabajo se centra en la danza flamenca, combinando elementos tradicionales con enfoques escénicos contemporáneos. Ha desarrollado su trayectoria presentando espectáculos propios y participando en diversos festivales de flamenco en España y otros países.

## Formación
Inició su formación en danza a los ocho años en el Conservatorio Profesional de Danza de Cádiz. Posteriormente, amplió sus estudios bajo la guía de maestros como Rafaela Carrasco, Javier Latorre, Antonio Canales y Eva Yerbabuena. 

## Trayectoria
En los inicios de su carrera, integró compañías dirigidas por diferentes artistas del flamenco. En 2004, se incorporó a la compañía de Eva Yerbabuena, donde participó en varias producciones y actuó en escenarios internacionales. 
En 2017, estrenó Alas del Recuerdo en el Festival de Jerez, su primer espectáculo en solitario. Desde entonces, ha desarrollado su trabajo como creadora independiente, presentando diversas producciones en distintos espacios escénicos.

## Creaciones
A lo largo de su trayectoria María Moreno ha desarrollado una serie de obras que reflejan su búsqueda creativa y su evolución como artista. Sus principales producciones son:
1. 'Alas del recuerdo' (2017):[3] Su primera obra en solitario, un homenaje a sus raíces flamencas y a su trayectoria inicial.
2. 'De la Concepción' (2018):[4] Presentada en la Bienal de Flamenco de Sevilla, esta obra aborda sus orígenes gaditanos, explorando la relación entre el flamenco tradicional y las posibilidades creativas contemporáneas.
3. 'RECREO' (2018):[5] Una propuesta más experimental en la que se adentra en la búsqueda de nuevas formas de expresión dentro del flamenco, explorando atmósferas diferentes y una narrativa más abstracta.
4. 'More (No) More' (2020):[6] Esta obra reflexiona sobre los límites y posibilidades del flamenco como medio de expresión personal.
5. 'o../o../.o/o./o.' (Soleá) (2022):[7] Producción que se centra en la improvisación y la libertad creativa, desafiando las estructuras tradicionales del flamenco.
6. 'Verso libre' (2024):[8] Este espectáculo es una exploración de su identidad artística, fusionando elementos personales con una interpretación universal del flamenco.

## Estilo artístico
El trabajo de María Moreno combina elementos tradicionales del flamenco con propuestas contemporáneas en sus producciones. Su enfoque integra ambos aspectos dentro de su desarrollo artístico, explorando nuevas posibilidades dentro del género.

## Premios y reconocimientos
Moreno ha recibido varios galardones por su contribución al flamenco:
- Premio Revelación en el Festival de Jerez (2017)[9] por Alas del Recuerdo.
- Giraldillo Revelación en la Bienal de Flamenco de Sevilla (2018)[10] por De la Concepción.
- Giraldillo al Momento Mágico en la XXI Bienal de Flamenco de Sevilla (2020)[11] por el inicio de su soleá en More (No) More.
- Premio Lorca a la Mejor Intérprete Femenina de Danza Flamenca y Mejor Espectáculo Flamenco (2024)[12] por Verso Libre.
- Tres nominaciones a los Premios Max de las Artes Escénicas, en categorías como Mejor Intérprete Femenina y Mejor Dirección de Escena.